# Park Narodowy Ahaggaru
Park Narodowy Ahaggaru (arab. الحديقة الوطنية جبال الهقار, fr. Parc National de l'Ahaggar) – park narodowy w południowej Algierii.

## Warunki naturalne
Założony w 1987 roku park znajduje się w prowincji Tamanrasset w południowej Algierii. Park obejmuje zbudowany głównie ze skał wulkanicznych masyw górski Ahaggar w środkowej Saharze z najwyższym szczytem Tahat (3003 m n.p.m.). Drugim w kolejności szczytem parku jest Assekrem (2728 m n.p.m.), kilka przekracza 2300 m n.p.m. W porównaniu do otaczających park nizin klimat bardziej umiarkowany; średnia roczna temperatura w czerwcu wynosi 29 °C, w styczniu 12 °C. Na terenie znajduje się mokradło Les Gueltates d'Issakarassene objęte konwencją ramsarską
Habitat wielu gatunków flory śródziemnomorskiej (oliwka, mirt, lawenda i bylice), tropikalnej (mleczara i akacja) i pustynnej (palmy i tamaryszki) oraz fauny pustynnej.
Na terenie parku znajdują się liczne prehistoryczne malowidła naskalne przedstawiające zwierzęta: słonie, żyrafy, lwy, strusie czy hipopotamy.

## Fauna
Występują tu narażone na wyginięcie gepard, owca grzywiasta i gazela dorkas, a także lis piaskowy i góralek przylądkowy oraz niezagrożony chaus. W parku stwierdzono 91 gatunków ptaków, są to m.in. orzeł stepowy, błotniak zbożowy, bocian czarny i biały, synogarlica senegalska, rożeniec zwyczajny czy gadożer zwyczajny. Na mokradle Les Gueltates d’Issakarassene objętym konwencją ramsarską stwierdzono liczne gatunki ryb, głównie z rodzajów Barbus i Tilapia (w tym Tilapia zillii).
Od 2001 roku park jest uznawany przez BirdLife International za ostoję ptaków IBA. Wymienia 14 gatunków, które zaważyły na decyzji. Należy do nich bliski zagrożenia błotniak stepowy (Circus macrourus); pozostałe 13 to gatunki najmniejszej troski. Pośród nich są trzy gatunki stepówek: rudogardła (Pterocles senegallus), piaskowa (P. coronatus) i prążkowana (P.lichtensteinii). Poza puchaczem pustynnym (Bubo ascalaphus) pozostałe gatunki uznane za „trigger species” należą do wróblowych. Są to: jaskółka płowa (Ptyonoprogne obsoleta), skowron pustynny (Alaemon alaudipes), skowronik rudawy (Ammomanes cinctura) i piaskowy (A. deserti), dżunglotymal saharyjski (Turdoides fulva), białorzytka srokata (Oenanthe lugens), białorzytka saharyjska (Oenanthe leucopyga), wróbel pustynny (Passer simplex) oraz gilak pustynny (Bucanetes githagineus).